# Нестерівка (Березинський район)
Нестерівка (біл. вёска Несьцяроўка) — село в складі Березинського району Мінської області, Білорусь. Село підпорядковане Мачеській сільській раді, розташоване в східній частині області.